# Pere Guerau d'Armanyac
Pere Guerau de Lomanha i d'Armanyac, mort el 1241 o el 1242, fou comte d'Armanyac amb el Fesenzac de 1219 a la seva mort. Era fill de Guerau V, comte d'Armanyac (amb Fesenzac) igualment de la casa de Loamnha, branca del Fesenzaguet.
Era encara menor a la mort del seu pare i el seu oncle Arnau Bernat es va fer regent dels comtats. Va aprofitar la seva feblesa per transformar en possessió real la tutela que li havia estat confiada: certs documents el fan comte d'Armanyac. Però com que va morir sense posteritat, Pere Guerau va poder reprendre els seus béns.
Va morir sense fills i el seu germà Bernat V d'Armanyac el va succeir.